# 紀成盛
紀 成盛（き の なりもり）は、平安時代末期の武士。文献によっては「村尾海六(かいろく)」、「海六成盛」、「海陸業戍(かいろくなりもり)」、「村尾海六成盛」と記されている。後年、息子と思われる人物に海六成国がいる。

## 出自
紀氏は元々中央の官人であったが成盛の属する系統は伯耆守として赴任後、土着して在地領主となった。伯耆国西部（西伯耆、会見郡東部）を本拠地に勢力を拡大、『大山寺縁起』によれば康治3年（1144年）の大山寺内の抗争に関与し、この頃には東伯耆の小鴨氏と並んで伯耆を二分するまでの勢力となっていた。

### 初見
成盛が初めて登場するのは承安3年（1173年）8月に奉納された大山寺鉄製厨子銘文である。ここには承安元年7月の火災によって大山寺の宝殿等が焼失、独力での再建が難しい寺に代わって成盛が再建したと記されている。

### 源平合戦と伯耆の内乱
前述したように平安末期の伯耆は紀氏と小鴨氏の二大勢力が存在しており、両氏の勢力拡大の折、度々衝突、合戦が行われていた。当時中央では治承・寿永の乱（源平合戦）が行われており、その影響は地方にも拡大していた。伯耆でも当初平家側であった成盛ら西伯耆の武士が源氏方につくことにより平氏の小鴨、源氏の紀（村尾）という中央の対立を反映した構図が出来上がり、以前から続いていた抗争に拍車をかけることになった。「吉記」によると寿永元年（1182年）8月、成盛は小鴨基保との間で隣国の武士をも巻き込む大規模な合戦を行い勝利、2年後の寿永3年には「院の御子」を称する者を担ぎ上げて一時は伯耆の半分、美作国の一部を支配下に入れた。（「玉葉」寿永3年2月2日の条）「小鴨家系図」によれば当時、平宗盛の求めに応じて出兵中であった小鴨基保は急遽帰国して成盛の軍と戦った。

### 内乱終結後の成盛
伯耆国の内乱の終結後、成盛に関する文献は途絶える。中央での平氏滅亡に反して源氏方の成盛は平氏方の基保との戦いに敗れ、滅亡した可能性も考えられる。なお、後の南北朝時代から登場する相見氏は紀氏の後裔と称し、成盛をその祖としている。